# وينستون دي فيلي
وينستون دي فيلي (بالإنجليزية: Winston De Ville)‏ هو مؤرخ أمريكي، ولد في 8 أغسطس 1937.